# Punch-Out!! (serie)
Punch-Out!! (パンチアウト!!?, Panchi-Auto!!) è una serie di videogiochi sportivi della Nintendo, incentrati sulla boxe. Creata da Genyo Takeda, questa serie vide la luce nel 1984 con il videogioco arcade, Punch-Out!!. Nel corso degli anni, diversi titoli sono stati pubblicati anche per le console domestiche, come Mike Tyson's Punch-Out!! su NES o Super Punch-Out!! su Super Nintendo. La serie ha avuto anche uno spin-off, Arm Wrestling, pubblicato come arcade solamente nelle sale giochi statunitensi. Il gioco più recente della serie, Punch-Out!!, venne pubblicato per Wii il 18 maggio 2009.

Logo di Punch-Out!! per Wii

Durante il corso della serie, sono apparsi numerosi personaggi, spesso stereotipati con caratteristiche legate al loro paese d'origine, dove addirittura in Punch-Out!! per Wii ognuno degli avversari parla nella lingua del proprio paese e il tema musicale del loro incontro è arrangiato in base all'avversario affrontato. La serie è diventata un cult per i videogiocatori, tanto da aver dato origine sul web a parodie e a meme.

## Personaggi principali

### Little Mac
Little Mac è il protagonista nelle versioni di Punch-Out!!, Proveniente dal Bronx, ha capelli neri, canottiera nera e calzoncini e guanti da boxe verdi. Appena diciassettenne, Mac, che aspira a diventare un pugile professionista, viene rifiutato da oltre 100 allenatori a causa della sua bassa statura, ma viene poi allenato dal pugile in pensione Doc Louis. Anche se di bassa statura, è velocissimo e dimostra di essere molto forte e sconfigge pugili molto più grossi di lui. Ha tre mosse speciali: il Pugno Stella quando si acquisisce una stella, il Doppio Pugno Stella, quando si acquisiscono due stelle, e il Triplo Pugno Stella, il più potente, che si può usare quando si hanno a disposizione tre stelle. Tutti e tre consistono in un devastante montante che riduce notevolmente l'energia dell'avversario. Non si sa molto di lui o della sua personalità, ma è molto determinato a dimostrare che gli altri si sbagliano sul suo conto. Combatte difensivamente, usando la sua taglia a suo vantaggio per schivare i colpi e poi contrattaccare. Anche se non viene esplicitamente constatato, il protagonista di Super Punch-Out!!, sembra essere comunque Little Mac, anche se in questa versione è biondo, con una pettinatura diversa, e ha gli occhi azzurri. In Punch-Out!! per Wii, Little Mac è ancora una volta il protagonista del titolo, con un aspetto rinnovato. In questo gioco, è in grado di trasformarsi in Giga Mac, una versione mostruosa di sé stesso nella modalità multigiocatore. In Super Smash Bros. Brawl, Little Mac è uno dei tanti assistenti disponibili nel gioco e attacca gli avversari usando, sia suoi potenti pugni, sia il suo famoso montante. In Captain★Rainbow Little Mac, divenuto grasso, si reca sulla Mimin Island per perdere peso e tornare a essere il campione mondiale di boxe. Little Mac appare come un personaggio giocabile in Super Smash Bros. per Nintendo 3DS e Nintendo Wii U. Il suo Smash finale sarà identico al Giga Bowser. Nella versione per Wii è doppiato da Matt Harty.

### Doc Louis
Doc Louis è un pugile in pensione ed è l'allenatore di Little Mac. Decise di allenarlo dopo che centinaia di altri allenatori si rifiutarono di farlo. Doc nutre grandi speranze nell'allievo e, tra un round e un altro, gli fornisce preziosi consigli anche se, qualche volta, si limita a fare battute fuori luogo o a prendere in giro gli avversari. In Punch-Out!! per Wii, Doc, per esempio, non perde mai l'occasione di mangiare una barretta proteica nelle pause tra i round o durante gli allenamenti. Per questo il personaggio è spesso oggetto di parodie su Internet. In Punch-Out!! per NES, Doc consigliava a Little Mac e, indirettamente, ai giocatori, di iscriversi al Nintendo Fan Club, mentre nella versione per Wii consiglia di iscriversi al Club Nintendo: questo per poter acquistare Doc Louis' Punch-Out!!, spin-off della serie in cui è l'unico avversario che Little Mac affronta, anche se spiega tecniche nuove per migliorarlo. A partire dalla seconda lezione, mangia barrette proteiche per recuperare energia e durante l'ultima lezione indossa una maglia leopardata. Inoltre si scopre che è proprio lui ad aver inventato il Pugno Stella e che è in grado di utilizzarlo. La barretta proteica, che Doc Louis mangia, è attualmente disponibile nei supermercati. Nella versione per Wii è doppiato da Riley Inge.

## Avversari del Minor Circuit

### Glass Joe
Pugile francese proveniente da Parigi. È tristemente conosciuto per il suo grande numero di sconfitte. Detiene infatti un record di 99 sconfitte e una sola vittoria, ottenuta, secondo Nintendo Power, contro Nick Bruiser. È nominato nel manuale del gioco per SNES, dove si scopre che possiede una propria scuola di pugilato a Parigi e tra i suoi allievi figura Gabby Jay, che lo sostituisce in questo titolo. Appare anche nei giochi per NES e per Wii; in quest'ultimo, durante la Difesa del Titolo, usa un casco da boxe rosso, che lo renderà immune ai colpi alla testa. Estremamente debole, Glass Joe utilizza mosse lente e prevedibili, inoltre dispone di una guardia molto scoperta. Il suo stesso nome è un gioco di parole con ”Glass Jaw”, termine scherzoso per descrivere un pugile scarso che non sa reggere i colpi avversari. Nella maggior parte dei giochi della serie, Glass Joe è il primo avversario affrontabile. Il suo tema musicale, prima dell'incontro, è La Marsigliese. Nella versione per Wii è doppiato da Christian Bernard.

### Von Kaiser
Pugile tedesco proveniente da Berlino. È un ex militare e ciò si nota dai suoi modi di atteggiarsi e dal suo abbigliamento. Inoltre, fra un round e l'altro, Von Kaiser dice: "Ero un allenatore di pugliato all'accademia militare". Perciò è anche un allenatore, in quanto, nel suo video introduttivo nel gioco per Wii, nel quale appare successivamente, viene visto allenare dei bambini ma soffre di PTSD da quando è rimasto traumatizzato dopo che i suoi piccoli allievi lo colpirono ripetutamente durante gli allenamenti. Durante, la Difesa del Titolo, sfoggia il suo attacco più potente: la Kaiser Bomb; un gancio sferrato in rotazione del corpo in una direzione. Inoltre sembra che, dopo la sua prima sconfitta subita da Mac, abbia superato il suo trauma emotivo e ha imparato a prendere in giro i suoi avversari. Il suo tema musicale prima dell'incontro è La cavalcata delle Valchirie di Wagner. Nella versione per Wii è doppiato da Horst Laxton.

### Disco Kid
Pugile afroamericano proveniente da Manhattan, è un ottimo ballerino, amante della disco, molto ricco e famoso. Ha un carattere allegro e spiritoso ma lievemente istrionico ed esibizionista. Per la sua provenienza ed il suo aspetto viene considerato una versione moderna di Kid Quick. Non è un pugile molto forte e vanta una lunga lista di sconfitte consecutive (seconda solo a quella di Glass Joe). Nel suo video prima della Difesa del Titolo, si scopre che è iscritto ad un corso di danza sportiva, per migliorarsi e durante l'incontro utilizza, il suo attacco più forte, la Disco Flurry, tre diretti mandati in rapida successione contro Mac; inoltre nella lotta indossa una calzamaglia viola. Prima di una sconfitta sbatte contro il ring producendo delle note, riferimento al ballo. È doppiato da Donny Lucas.

### King Hippo
Pugile proveniente dall'immaginaria ”Isola Hippo” (nel Pacifico del Sud). È estremamente obeso e corpulento, molto simile a un ippopotamo, da cui il suo nome. Ha anche un particolare cerotto a forma di X, sull'ombelico. Possiede una difesa impeccabile (la più alta della serie) e l'unico modo per fargli danno consiste nel colpirlo in faccia mentre sta per attaccare, qui gli cadranno i calzoncini e si potrà colpirlo fino a quando non andrà al tappeto e una volta caduto non si rialzerà più. Appare anche nella versione per Wii, dove è Il campione del Circuito Minore, dove indossa una corona; per fargliela cadere e sconfiggerlo in fretta, bisogna colpirlo nel ventre prima del suo attacco più potente: la Hippo Squeeze; un gancio sferrato a due braccia. Nella Difesa del Titolo, per aumentare la sua difesa, usa un tombino attaccato malamente alla pancia con del nastro adesivo che, una volta rimosso in tre serie di colpi, lo fa tornare vulnerabile. Nella versione per Wii i suoi versi sono doppiati da Scott McFadyen.
King Hippo appare anche nella serie animata Un videogioco per Kevin, nella quale è uno dei protagonisti.

## Avversari del Major Circuit

### Piston Hondo
Pugile giapponese proviene da Tokyo. È molto veloce e i suoi attacchi vengono spesso preannunciati dal movimento delle sue sopracciglia. Il suo attacco più potente: la Hondo Rush; consiste nell’indietreggiare e muoversi sul ring, per poi caricare colpendo con veloci colpi diretti; tuttavia se viene colpito all'addome prima che colpisca, va subito al tappeto. Nel gioco per NES lo si affronta due volte: la prima come campione del Circuito Minore, la seconda nel Circuito Mondiale, dove è più veloce e imprevedibile. Come visto in Punch Out per Wii, sembra che si "alleni" meditando ed è molto legato all'onore e al rispetto verso l'avversario; infatti spesso si inchina di fronte a Mac, durante i suoi incontri. Stranamente, il suo nome tra le versioni per NES e Wii venne cambiato da Honda a Hondo. Alcune voci dicono che fu per evitare riferimenti alla linea di veicoli Honda o al personaggio E. Honda della serie di Street Fighter. Il suo tema musicale prima dell'incontro è Sakura Sakura, una canzone popolare giapponese. Nella versione per Wii è doppiato da Kenji Takahashi.

### Bear Hugger
Pugile canadese proveniente da Salmon Arm, nella Columbia Britannica. Compare anche nella versione, per SNES (dove proviene da Saskatoon) e Wii. È un uomo grande e poderoso, con una grossa barba bruna, una salopette e scarponi da taglialegna. È di carattere allegro ma pigro (infatti durante gli intervalli dei round lo si vede spesso dormire) e ama molto gli abbracci, infatti il suo attacco più potente è il Bear hug, che consiste in un grosso abbraccio con cui stritola l’avversario. Anche il suo nome evidenzia il suo amore per gli abbracci, infatti tradotto potrebbe suonare come Abbracciatore di Orsi o Orso Abbracciatore. Dopo l'incontro riferisce a Little Mac nel gioco, per SNES: ”This was an amazing match, Mac. A hug?”. A quanto si vede nel suo video introduttivo, nel gioco per Wii,  fa un sostanzioso pranzo e si allena con un orso grizzly e uno scoiattolo. Tiene nascosto proprio quest'ultimo sotto il suo berretto, durante la Difesa del Titolo, come consigliere per le mosse. Nella versione per Wii è doppiato da Richard Newman.

### Great Tiger
Pugile indiano proveniente da Mumbai. Possiede dei folti baffi e un turbante con una gemma che si illumina, durante i suoi attacchi magici. A partire nella versione per NES, infatti, dimostra di possedere strani poteri illusori come scomparire e riapparire, levitare in aria e creare illusioni di sé stesso. Ciò vale anche per il suo attacco più potente: la Mirage Dance; si tratta nel scomparire e riapparire, continuamente girando per il ring sferrando diretti molto veloci; questa mossa è micidiale per chi non sa come pararla. Viene spesso definito una fontana di stelle, e se il giocatore sa dove e quando colpire non gli mancherà mai una stella. Inoltre Doc Louis, nel gioco per NES, informa Mac che il padre di Great Tiger era un grande illusionista, in India e ha insegnato le sue abilità al figlio. Senza il turbante, si vedono i suoi capelli, che assomigliano a quelli di una donna. Riappare nella versione per Wii, dove è doppiato da Semit Seru.

### Don Flamenco
Pugile spagnolo proveniente da Madrid. Nella versione NES non è molto forte sebbene lo si affronti per ben 2 volte: la prima nel Circuito Maggiore, la seconda nel Circuito Mondiale. Attacca esclusi con i montanti e spesso provoca il giocatore. Nella versione per Wii è molto più forte, ed è il Campione del Circuito Maggiore. Il suo attacco più potente: la Rose Flurry; che consiste in una serie di ganci molto veloci che vengono sferrati dopo che batte le mani contando i colpi da sferrare. Inoltre porta il parrucchino e si infuria molto se lo perde durante il combattimento, diventando molto più veloce. Don Flamenco è inoltre innamorato di una ragazza di nome Carmen; ciò lo si nota in molte occasioni: quando scaglia il suo montante o va al tappeto, pronuncia le frasi: "Carmen mi amor" e "Ohi mi Carmen". Nel suo video di introduzione si vede che dona una rosa a una ragazza (probabilmente Carmen) e si scopre che è anche un torero. Il suo tema musicale prima dell'incontro è l'ouverture della Carmen di Bizet. Nella versione per Wii è doppiato da Juan Amador Pulido.

## Avversari del World Circuit

### Aran Ryan
Pugile irlandese, proveniente da Dublino. In Super Punch Out, suo gioco di debutto, non è molto approfondito ma dimostra lievi scorrettezze, in quanto tenterà di strangolarvi dopo avergli tirato, un Super pugno. In Punch Out per Wii, si scopre che è completamente pazzo (essendo evaso da un manicomio) e imbroglia continuamente. Infatti, qui, tenta spesso di colpire di testa o di gomito e si tiene sempre lontano dal nemico. Inoltre è masochista, visto che sembra godere ogni volta che Little Mac lo colpisce e nelle sue frasi dell'intervallo del round dice: "Keep hittin' me, I love it!” (”Colpiscimi, lo adoro!”) e ”Fighting's like breathin', Mac!” (”Combattere è come respirare, Mac!”). Inoltre è anche molto superstizioso: ogni volta che viene messo al tappeto si rialza al sette, ha un quadrifoglio sui calzoncini, quando viene colpito può essere colpito sette volte e dà sette possibilità di stelle. Durante la Difesa del Titolo utilizza un'arma costituita da una corda legata attorno a un guanto da boxe, al cui interno si trova un ferro di cavallo, che usa per effettuare i suoi attacchi più potenti. Nella versione per Wii è doppiato da Stephen Webster.

### Soda Popinski
Pugile russo proveniente da Mosca. Nel secondo gioco arcade si chiamava: Vodka Drunkenski; ma poiché sembrava un nome razzista, a partire dal gioco per NES, il suo nome fu cambiato in Soda Popinski. In ogni caso viene sempre mostrato come un accanito bevitore e si porta sempre dietro le sue bottiglie. I suoi attacchi, consistono prevalentemente in ganci sferrati da destra e in potenti montanti. Durante il suo scontro nel gioco per Wii, quando viene messo al tappeto, estrae la sua bottiglia, dalla quale uscirà solo una goccia, in grado di ricaricare parte della sua energia e la sua pelle diventa rosso scottante. Nel suo video introduttivo, prima della Difesa del Titolo, si scopre che è stato geneticamente modificato da alcuni scienziati russi con lo scopo di essere imbattibile (chiaro omaggio a Ivan Drago) e che per aiutarlo gli hanno creato anche una bibita modificata in grado di donargli maggiore forza, ma che lo rende meno ragionevole, che usa proprio durante il suo incontro. È inoltre il pugile più alto di tutta la serie essendo alto 198 centimetri. Il suo tema musicale prima dell'incontro è il Canto dei battellieri del Volga, una canzone popolare russa. A dispetto della sua reputazione è in realtà una persona bonaria e socievole grande amante delle feste. Nella versione per Wii è doppiato da Ihor Mota.

### Bald Bull
Pugile turco proveniente da Istanbul. È un uomo basso, calvo e molto muscoloso e ha i baffi e le basette. Il suo attacco più potente è il Bull Charge, che consiste nell'indietreggiare e iniziare a caricare per poi fiondarsi rapidamente su Mac e metterlo a terra, con un micidiale montante. Questo attacco può ritorcersi contro di lui se viene colpito allo stomaco nel momento giusto. A partire dal gioco per NES annuncia i suoi diretti ruotando i pugni e, proprio qui, lo si affronta per due volte: la prima come campione del Circuito Maggiore, la seconda nel Circuito Mondiale, in cui è necessario eseguire un Pugno Stella, per mandarlo al tappeto. Nel suo video introduttivo della versione per Wii si scopre che vienespesso perseguitato da fotografi e paparazzi, cosa che detesta e che lo fa infuriare; inoltre durante la Difesa del Titolo, se esaurisce la sua energia, non va al tappeto istantaneamente, ma conserva un po' di vita ed è necessario sferrargli un Pugno Stella per sconfiggerlo. Nella versione per Wii è doppiato da Erse Yagan.
Durante un incontro contro Bald Bull, fra un round e l'altro, Doc Louis consiglia a Mac, che, qualora non dovesse riuscire a sconfiggerlo in un incontro di box, può provare a sconfiggerlo a braccio di ferro. Difatti, Bald Bull compare, mascherato e col nome di: Mask X, come un avversario da sconfiggere nel gioco Arm Wrestling.

### Super Macho Man
Pugile statunitense proveniente da Hollywood e presenza fissa nella serie insieme a Mr Sandman, è il campione incontrastato di Super Punch Out per arcade e nel gioco per NES. Appare anche nei giochi per SNES (in cui è il campione del, Circuito Mondiale) e per Wii, dove perderà il titolo di campione, a causa di Mr. Sandman. È un uomo abbronzato col fisico di un culturista. Nonostante sia abbastanza giovane, ha già i capelli grigi. Stranamente, nella versione NES, il suo sprite durante l'incontro: porta i capelli neri e non grigi e la sua pelle non è abbronzata. Agile, potente e veloce, possiede tutte le caratteristiche necessarie per essere un ottimo pugile: i suoi attacchi si basano sugli allenamenti dei culturisti per sviluppare la muscolatura e il suo più potente è il Super Spin Punch; una serie di pugni, che variano da 2 a 10, sferrati girando su sé stesso e molto difficili da schivare. Nella versione per Wii si scopre che è un divo di Hollywood ricchissimo e famosissimo, destinato però a perdere tutto dopo che verrà sconfitto da Little Mac. Nella versione per Wii è doppiato da James Monroe Iglehart.

### Mr. Sandman
Pugile statunitense proveniente da Filadelfia. È il campione indiscusso in Punch Out per arcade e in quello per Wii; in quest'ultimo titolo è diventato il campione battendo Super Macho Man, facendolo addirittura addormentare. Tuttavia, per il NES, e, in per SNES (in cui è il campione del Circuito Maggiore), non è il campione assoluto ma è comunque molto forte e veloce. Il suo attacco più potente è il Dreamland Express, che consiste in una serie di tre montanti potentissimi, veloci e difficili da schivare. È ispirato al pugile Joe Frazier, con cui condivide la provenienza, l'aspetto fisico e lo stile di lotta, ma ha anche lo stesso record di vittorie di Muhammad Alì (31-0). Il suo nome è un riferimento all'Omino del sonno, in inglese, Sandman, poiché addormenta gli avversari nel momento in cui li manda KO, come visto nel suo video introduttivo. È l'avversario più amato dai fan della serie. Nella versione per Wii è doppiato da Riley Inge.

## Pugile segreto

### Donkey Kong
Imponente gorilla dal pelo marrone e proveniente dall'immaginaria Isola DK, è uno dei personaggi mascotte della Nintendo (infatti qui viene soprannominato Lord dei Videogames), ed è il boss più forte del gioco. Appare nella modalità Ultima Sfida e, a differenza degli altri pugili, non ha un video introduttivo all'inizio del suo incontro. Essendo un gorilla, è molto forte e agile e in questo gioco, oltre la sua iconica cravatta rossa, indossa anche enormi guantoni da boxe col suo logo; inoltre il suo carattere è molto più giocherellone e infantile rispetto agli altri suoi titoli. La maggior parte delle sue mosse consistono in bluff, tuttavia usa anche due potenti attacchi: due pugni sferrati oscillando le braccia e un salto dalle corde del ring che termina in un colpo a due pugni. Una volta che è stato mandato al tappeto due volte, sarà in grado di concatenare tutti i suoi attacchi, creando combo molto potenti e può attaccare fino a cinque volte di seguito, in un singolo turno. I suoi versi vengono doppiati da Takashi Nagasako.

## Altri pugili

### Kid Quick
Pugile statunitense e allievo di Mr Sandman. Come dice il suo nome è molto rapido (è infatti il pugile più veloce della serie) ma manca di resistenza e si stanca molto facilmente. 

### Pizza Pasta
Pugile italiano proveniente da Napoli. Nei suoi incontri ha il vizio di stare molto vicino all'avversario e per questo Doc Louis lo definisce più appiccicoso di uno stracchino. 

### Piston Hurricane
Pugile Cubano proveniente da L'Avana. Quando era piccolo la sua casa venne distrutta da un uragano.

### Bob Charlie
Pugile giamaicano, è un omaggio a Bob Marley. Non è aggressivo ed ha un carattere calmo e rilassato in quanto raramente tirerà un pugno. Quando si rialza l'arbitro conterà lo stesso fino a dieci perché cadrà subito dopo.

### Dragon Chan
Pugile cinese proveniente da Pechino, è il primo a rompere le regole. Ogni tanto non esita a tirare calci in quanto è un ex lottatore di muay thay. Il suo nome è un omaggio a Jackie Chan.

### Hoy Quarlow
Altro pugile cinese, anche lui rompe le regole in quanto usa un bastone per combattere. A dispetto dall'età (è il pugile più anziano della serie avendo 78 anni) è un osso duro.

### Gabby Jay
Pugile francese e allievo di Glass Joe col quale condivide le iniziali e il record di sconfitte. L'unico avversario che abbia mai battuto è stato lo stesso Glass Joe.

### Masked Muscle
Pugile messicano, è alto e muscoloso e indossa una maschera. Anche lui rompe le regole cercando di soffiare in faccia all’avversario un qualche genere di sostanza psicotropa per metterlo fuori combattimento anche se più volte sostiene di non barare; è un omaggio ai luchador messicani.

### Mad Clown
Pugile italiano, di Milano, il cui aspetto è stato ricavato da un modello inutilizzato di Bear Hugger. Grosso e imponente, in passato aveva una voce da usignolo e per questo cercò di diventare un tenore (suo più grande sogno) ma quando la sua voce cambiò diventando più profonda iniziò a smettere di parlare per vergogna. È infatti l'unico che, se colpito, non dice nulla.

### Heike Kagero
Pugile giapponese proveniente da Osaka. È molto effeminato come dimostrano i suoi guantoni fucsia, il suo trucco e i suoi lunghi capelli bianchi che non esita a usare come arma.

### Narcis Prince
Pugile inglese proveniente da Londra. È narcisista e se lo si colpisce in faccia si arrabbia molto diventando più aggressivo ma perdendo la difesa.

### Rick Bruiser
Pugile statunitense e fratello gemello di Nick Bruiser. Vede il mondo del pugilato come uno scherzo e sottovaluta sempre gli avversari, anche quelli più forti. Quando sarà sconfitto suo fratello lo rimprovererà dicendo che ancora una volta ha fatto la figura dello sciocco. Sia il suo nome che quello di suo fratello sono un omaggio al wrestler Dick the Bruiser.

### Nick Bruiser
Pugile statunitense e fratello gemello di Rick Bruiser. A differenza sua prende molto più seriamente il pugilato e non sottovaluta mai gli avversari, neanche quelli più deboli. È inoltre molto severo con sé stesso in quanto decide per questo di ritirarsi dopo la sua prima ed unica sconfitta nella sua carriera.